# یانتار (لهستان)
یانتار (به لاتین: Jantar) یک روستا در لهستان است که در گمینا ستگنا واقع شده‌است. یانتار ۹۴۰ نفر جمعیت دارد.